# نهر تومي بامبا
نهر تومي بامبا (بالإنجليزية: Tomebamba River)‏ هو نهر من أنهار الإكوادور. يمر من خلال مدينة كوينكا، يندمج مع نهر الأمازون، ويصب في المحيط الأطلسي.